# Liste der Biografien/Perr
Liste der Biografien |
Portal Biografien |
Personensuche
# |
A |
B |
C |
D |
E |
F |
G |
H |
I |
J |
K |
L |
M |
N |
O |
P |
Q |
R |
S |
T |
U |
V |
W |
X |
Y |
Z |
?
 
Pa |
Pc |
Pe |
Pf |
Ph |
Pi |
Pj |
Pk |
Pl |
Pm |
Pn |
Po |
Pr |
Ps |
Pt |
Pu |
Pv |
Pw |
Py
 
Pea |
Peb |
Pec |
Ped |
Pee |
Pef |
Peg |
Peh |
Pei |
Pej |
Pek |
Pel |
Pem |
Pen |
Peo |
Pep |
Peq |
Per |
Pes |
Pet |
Peu |
Pev |
Pew |
Pex |
Pey |
Pez
 
Pera |
Perb |
Perc |
Perd |
Pere |
Perf |
Perg |
Perh |
Peri |
Perj |
Perk |
Perl |
Perm |
Pern |
Pero |
Perp |
Perq |
Perr |
Pers |
Pert |
Peru |
Perv |
Perw |
Pery |
Perz
Die Liste der Biografien führt alle Personen auf, die in der deutschsprachigen Wikipedia einen Artikel haben. Dieses ist eine Teilliste mit 415 Einträgen von Personen, deren Namen mit den Buchstaben „Perr“ beginnt.

## Perr

### Perra
- Perra, Athanasia (* 1983), griechische Dreispringerin
- Perras, Dominique (* 1974), kanadischer Radrennfahrer
- Perras, Ernst (* 1940), deutscher Fußballspieler
- Perras, Oreal (1942–2017), kanadischer Wrestler
- Perras, Scott (* 1983), kanadischer Biathlet
- Perraud, Adolphe (1828–1906), französischer Bischof
- Perraud, Edward (* 1971), französischer Schlagzeuger und Perkussionist
- Perraud, Jean-Joseph (1819–1876), französischer Bildhauer
- Perraud, Romain (* 1997), französischer Fußballspieler
- Perraudin, André (1914–2003), Schweizer Ordensgeistlicher, römisch-katholischer Erzbischof und Bischof von Kabgayi
- Perraudin, Jean-Pierre (1767–1858), Schweizer Zimmermann, Lokalpolitiker Heimat- und Naturforscher
- Perraudin, René (* 1947), deutsch-französischer Filmregisseur
- Perraudin, Wilfrid (1912–2006), französischer Maler
- Perrault, C. Raymond, kanadisch-US-amerikanischer Informatiker
- Perrault, Charles (1628–1703), französischer SchriftstellerCharles Perrault (1628–1703)

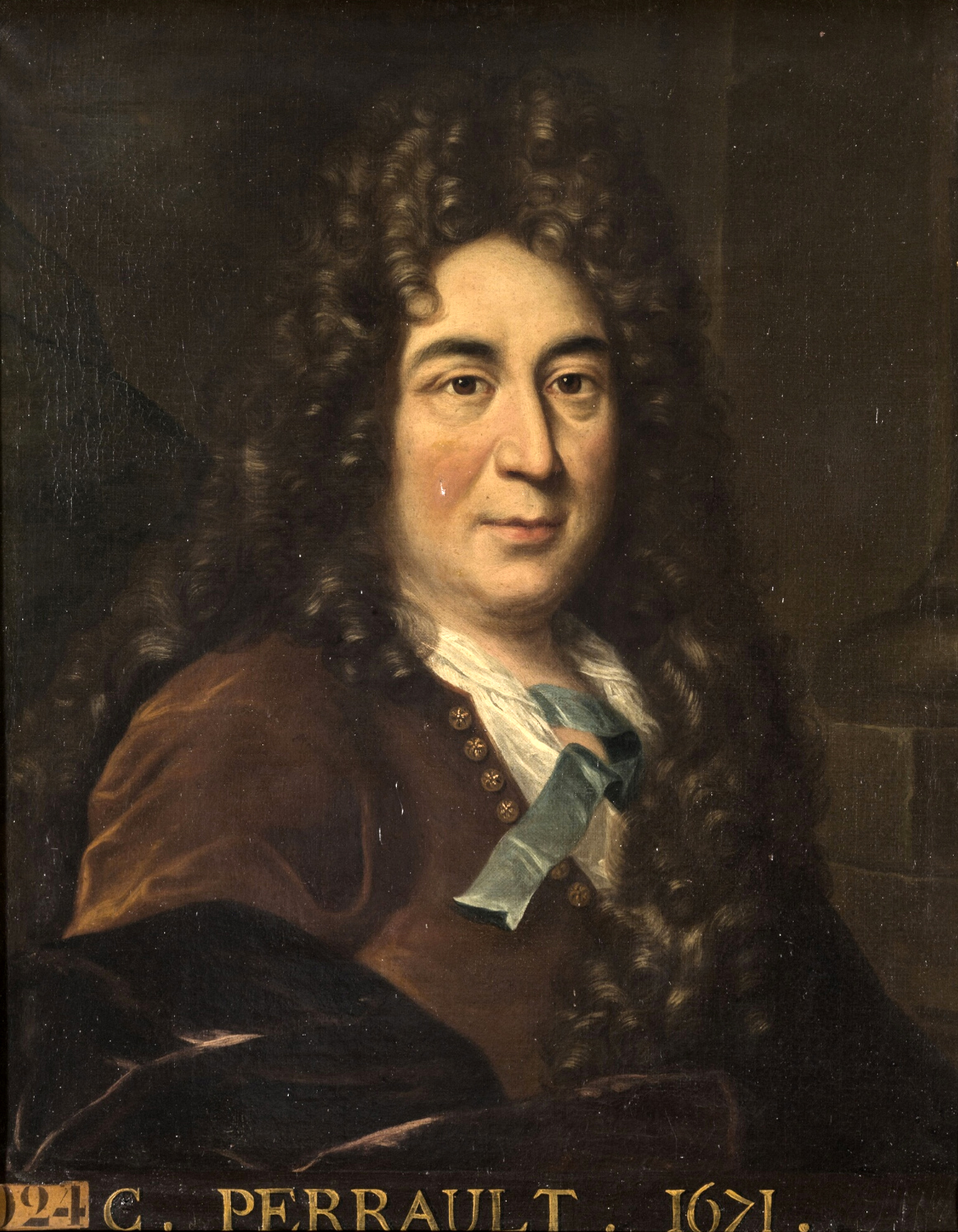
Charles Perrault (1628–1703)

- Perrault, Claude (1613–1688), französischer Architekt und Physiker
- Perrault, Dominique (* 1953), französischer ArchitektDominique Perrault (* 1953)

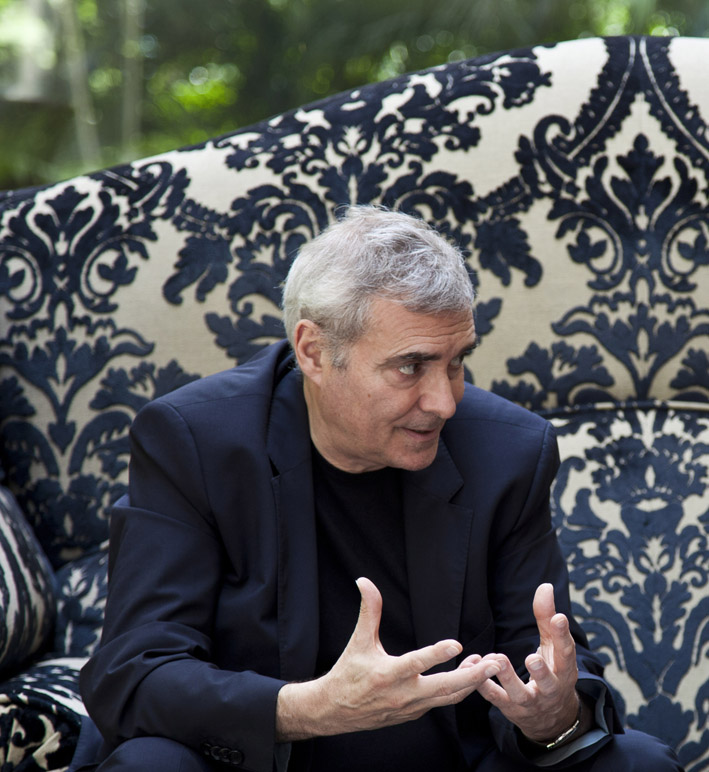
Dominique Perrault (* 1953)

- Perrault, Gilles (1931–2023), französischer Journalist, Schriftsteller und Drehbuchautor
- Perrault, Joël (* 1983), kanadischer Eishockeyspieler
- Perrault, Joseph (1924–2010), US-amerikanischer Skispringer
- Perrault, Léon Bazile (1832–1908), französischer Maler
- Perrault, Michel (1925–2010), kanadischer Komponist, Dirigent, Paukist und Musikpädagoge
- Perrault, Pierre (1927–1999), kanadischer Filmregisseur und Autor
- Perrault, Raymond (1926–2008), kanadischer Politiker

### Perre
- Perréal, Jean († 1530), französischer Hofkünstler
- Perréard, Jules (1862–1930), Schweizer Unternehmer und Politiker
- Perreau, Camille (1866–1952), französischer Politiker
- Perreau, Gigi (* 1941), US-amerikanische Schauspielerin und Synchronsprecherin
- Perreau, Nathalie († 1993), französische Schriftstellerin
- Perreault, Annie (* 1971), kanadische Shorttrackerin
- Perreault, Gilbert (* 1950), kanadischer Eishockeyspieler, -trainer und -funktionär
- Perreault, Maryse (* 1964), kanadische Shorttrackerin
- Perreault, Mathieu (* 1988), kanadischer Eishockeyspieler
- Perreault, Yanic (* 1971), kanadischer Eishockeyspieler und -trainer
- Perrée, Jean-Baptiste (1761–1800), französischer Konteradmiral
- Perrée, Louis (1871–1924), französischer Fechter
- Perrein, Michèle (1929–2010), französische Schriftstellerin
- Perrelet, Abraham-Louis (1729–1826), Schweizer Uhrmacher und Erfinder
- Perrella, Alessandro (* 1944), italienischer Schauspieler, Filmeditor, Pornofilm- und Dokumentarfilmregisseur
- Perrelli, Charlotte (* 1974), schwedische SängerinCharlotte Perrelli (* 1974)

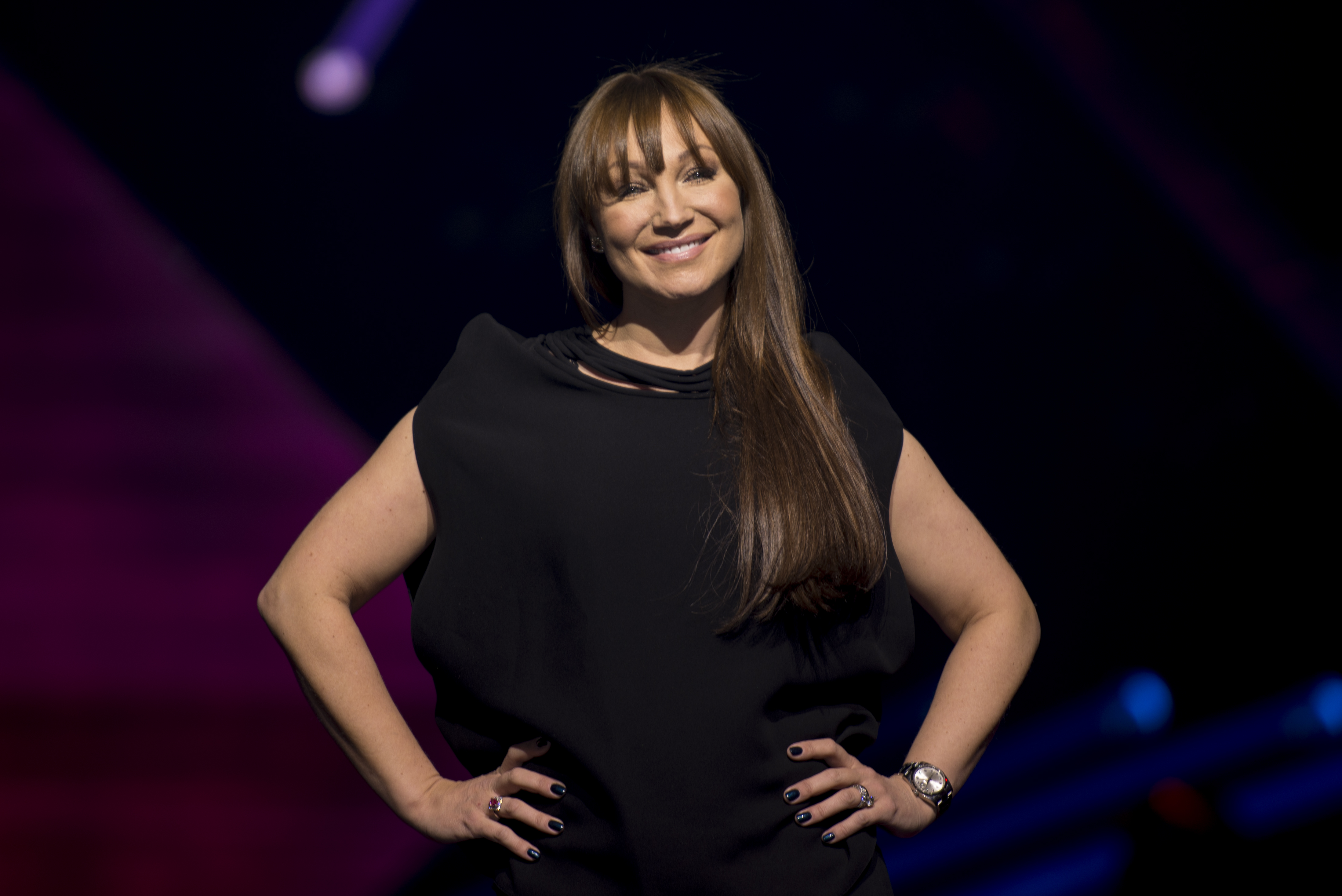
Charlotte Perrelli (* 1974)

- Perren, Bernhard (1928–1960), Schweizer Skirennfahrer und Bergführer
- Perren, Claudia (* 1973), deutsche Architekturtheoretikerin und Kuratorin
- Perren, Diego (* 1965), Schweizer Curler
- Perren, Ernesto (* 1942), Schweizer Schriftsteller
- Perren, Gottlieb (1926–2014), Schweizer Skisportler und Bergführer
- Perren, Kevin van der (* 1982), belgischer Eiskunstläufer
- Perren, Stephan (1932–2019), Schweizer Chirurg
- Perrenot de Granvelle, Thomas (1521–1571), spanischer Botschafter in London, Paris und Wien
- Perrenoud, François (* 1949), französischer Eisschnellläufer
- Perrenoud, Marc (* 1981), Schweizer Jazzmusiker (Piano, Komposition)
- Perrenoud, Marie-Louise (* 1947), französische Eisschnellläuferin
- Perrenoud, Philippe (* 1955), Schweizer Politiker (SP)
- Perrens, François-Tommy (1822–1901), französischer Historiker
- Perrers, Alice († 1400), Geliebte von Eduard III. (England)
- Perret, Auguste (1874–1954), französischer ArchitektAuguste Perret (1874–1954)

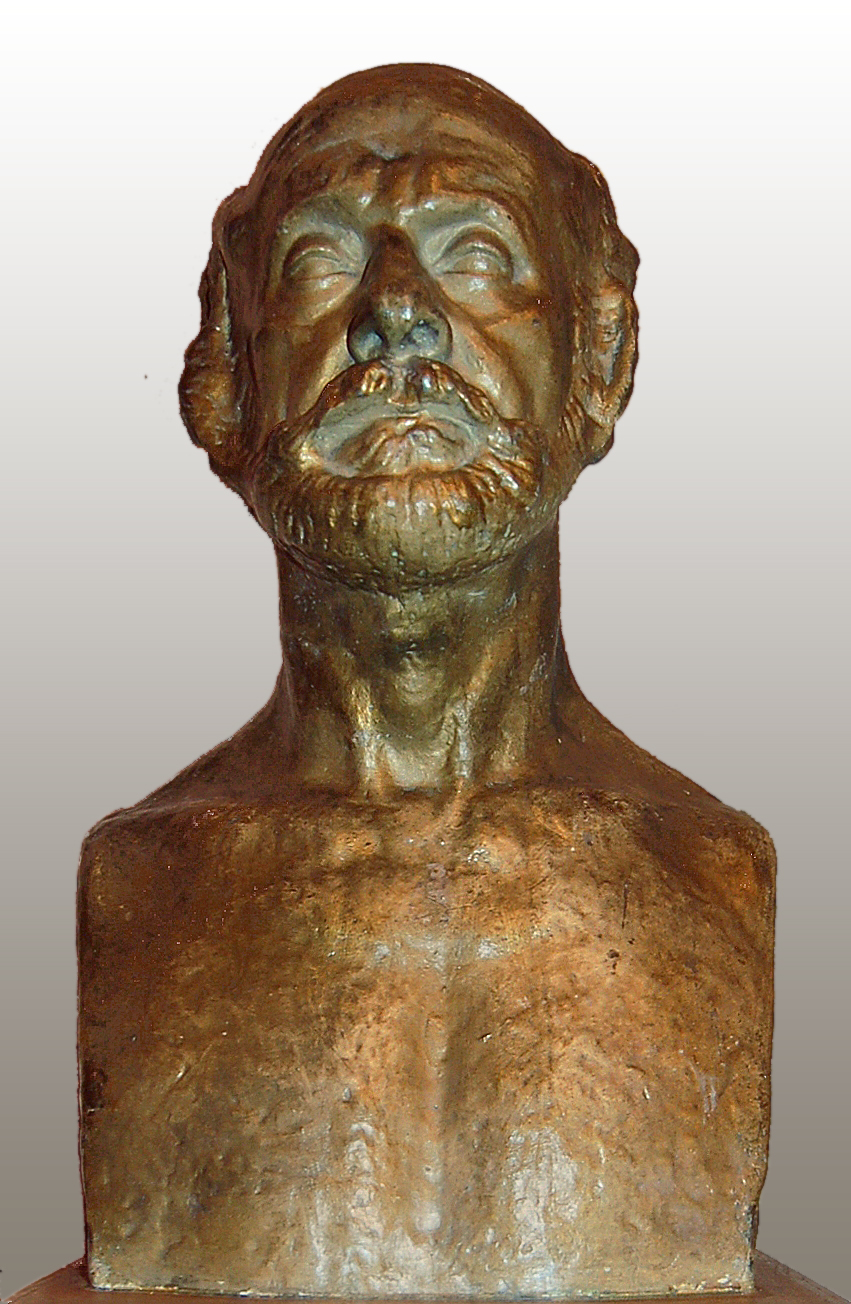
Auguste Perret (1874–1954)

- Perret, Francis (* 1935), Schweizer Skispringer
- Perret, Françoise (1919–1986), Schweizer Politikerin und Journalistin
- Perret, Frank A. (1867–1943), US-amerikanischer Unternehmer, Erfinder und Vulkanologe
- Perret, Franz (1904–1979), Schweizer Diplomatiker und Archivar
- Perret, Guillaume (* 1980), französischer Jazzmusiker und Komponist
- Perret, Jacques, Adliger französischer Hugenotte, Mathematiker, Architekt
- Perret, Jacques (1901–1992), französischer Schriftsteller und Drehbuchautor
- Perret, Jean-Marc (* 1975), britischer Schauspieler
- Perret, Jenny (* 1991), Schweizer Curlerin
- Perret, Joseph (* 1991), britischer Straßenradrennfahrer
- Perret, Jules, französischer Kunstturner
- Perret, Léonce (1880–1935), französischer Schauspieler und Regisseur
- Perret, Mai-Thu (* 1976), französisch-schweizerische bildende Künstlerin
- Perret, Ossian, britisch-französischer Schauspieler und Synchronsprecher
- Perret, Patrick (* 1953), französischer Radrennfahrer
- Perret, Paul (1880–1947), Schweizer Politiker (FDP)
- Perret, Philippe (* 1961), Schweizer Fussballspieler und -trainer
- Perret, Pierre (* 1934), französischer Autor und Sänger
- Perret, Roland (1927–2006), Schweizer Vielseitigkeitsreiter
- Perret, Zélim (1823–1889), Schweizer Politiker (liberal)
- Perret-Clermont, Anne-Nelly (* 1949), Schweizer Entwicklungspsychologin
- Perret-Gentil, Gabrielle (1910–1999), Schweizer Ärztin und Pionierin für ein liberales Recht auf Abtreibung
- Perreten, Frédéric (* 1978), Schweizer Komponist
- Perreten, Jacques (1927–1995), Schweizer Skispringer
- Perrett, William (* 1996), britischer Radsportler
- Perretta, Julian (* 1989), britischer Musiker
- Perretta, Pier Amato (1885–1944), italienischer Richter, Antifaschist und Partisan
- Perrette, Pauley (* 1969), US-amerikanische SchauspielerinPauley Perrette (* 1969)

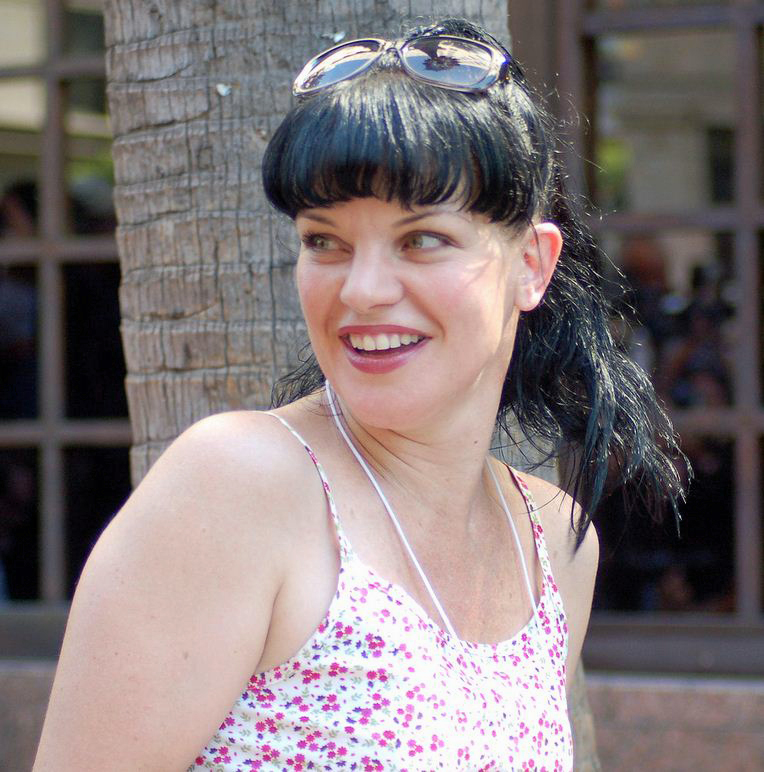
Pauley Perrette (* 1969)

- Perreux, Thierry (* 1963), französischer Handballspieler und -trainer
- Perrey, Jean-Jacques (1929–2016), französischer Komponist und ein Pionier der Elektronischen Musik
- Perrey, Mireille (1904–1991), französische Schauspielerin
- Perrey, Richard (1866–1937), deutscher Architekt und kommunaler Baubeamter
- Perrey, Siegfried (1915–1984), deutscher Handballspieler und Sportfunktionär
- Perrez, Meinrad (* 1944), Schweizer Psychologe

### Perri
- Perri, Christina (* 1986), US-amerikanische Singer-Songwriterin
- Perri, Danny, kanadischer Jazzmusiker (Gitarre)
- Perri, Lucas (* 1997), brasilianischer Fußballtorwart
- Perria, Lidia (1950–2003), italienische Paläographin
- Perriand, Charlotte (1903–1999), französische Innenarchitektin und MöbeldesignerinCharlotte Perriand (1903–1999)

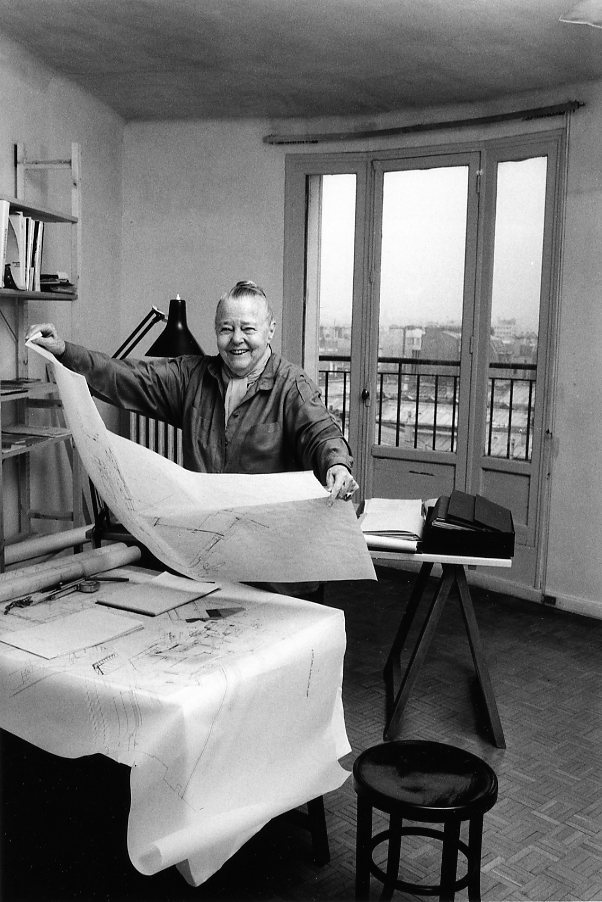
Charlotte Perriand (1903–1999)

- Perricelli, Giovanni (* 1967), italienischer Leichtathlet
- Perrichon, Julien (* 1566), französischer Lautenist und Komponist
- Perricone, Mario (* 1964), deutscher Balletttänzer
- Perridon, Louis (1918–2015), niederländischer Ökonom, Professor für Betriebswirtschaftslehre und Gründungspräsident der Universität Augsburg
- Perrie, Lynne (1931–2006), britische Schauspielerin
- Perriello, Tom (* 1974), US-amerikanischer Politiker
- Perrier (1784–1863), französischer Schauspieler
- Perrier, Alexandre (1862–1936), Schweizer Landschaftsmaler
- Perrier, Anne (1922–2017), Schweizer Dichterin französischer Sprache
- Perrier, Carlo (1886–1948), italienischer Mineraloge und Chemiker
- Perrier, Danièle (* 1947), Schweizer Kunsthistorikerin und Präsidentin der Association Internationale des Critiques d’Art Deutschland (AICA)
- Perrier, Denise (* 1935), französisches Model und Schauspielerin
- Perrier, Edmond (1844–1921), französischer Zoologe und Anatom
- Perrier, Ernest (1881–1958), Schweizer Politiker
- Perrier, Florent (* 1973), französischer Skibergsteiger
- Perrier, François († 1650), französischer Maler und Kupferstecher
- Perrier, François (1833–1888), französischer General und Geodät
- Perrier, Frédéric (* 1977), französischer Ruderer
- Perrier, Georges (1872–1946), französischer Geodät und General
- Perrier, Glorianne (1929–2015), US-amerikanische Kanutin
- Perrier, Jacques (* 1936), französischer Geistlicher, römisch-katholischer Bischof
- Perrier, Jean (1884–1942), französischer Filmarchitekt
- Perrier, Louis (1849–1913), Schweizer Architekt und Politiker
- Perrier, Louis-Daniel (1818–1903), Schweizer Architekt
- Perrier, Marcel (1933–2017), französischer Geistlicher, römisch-katholischer Bischof von Pamiers
- Perrier, Marie-Jacques (1924–2012), französische Sängerin und Journalistin
- Perrier, Mireille (* 1959), französische Schauspielerin
- Perrier, Patrick (* 1949), französischer Autorennfahrer
- Perrier, Pierre (* 1984), französischer Schauspieler
- Perrier, Rémy (1861–1936), französischer Zoologe
- Perrier, Thierry (* 1950), französischer Autorennfahrer
- Perrier-David, Pascal (* 1975), französischer Basketballspieler
- Perrier-Doumbé, Jean-Joël (* 1978), kamerunischer Fußballspieler
- Perrière, Eric, französischer Skeletonsportler
- Perrière, Marcel (1890–1966), Schweizer Radrennfahrer
- Perrig, Alexander (1930–2023), Schweizer Kunsthistoriker
- Perrig, Elias (* 1965), deutscher Theaterregisseur und Schauspieldirektor
- Perrig, Igor (* 1964), Schweizer Historiker
- Perrig-Chiello, Pasqualina (* 1952), Schweizer Entwicklungspsychologin und PsychotherapeutinPasqualina Perrig-Chiello (* 1952)

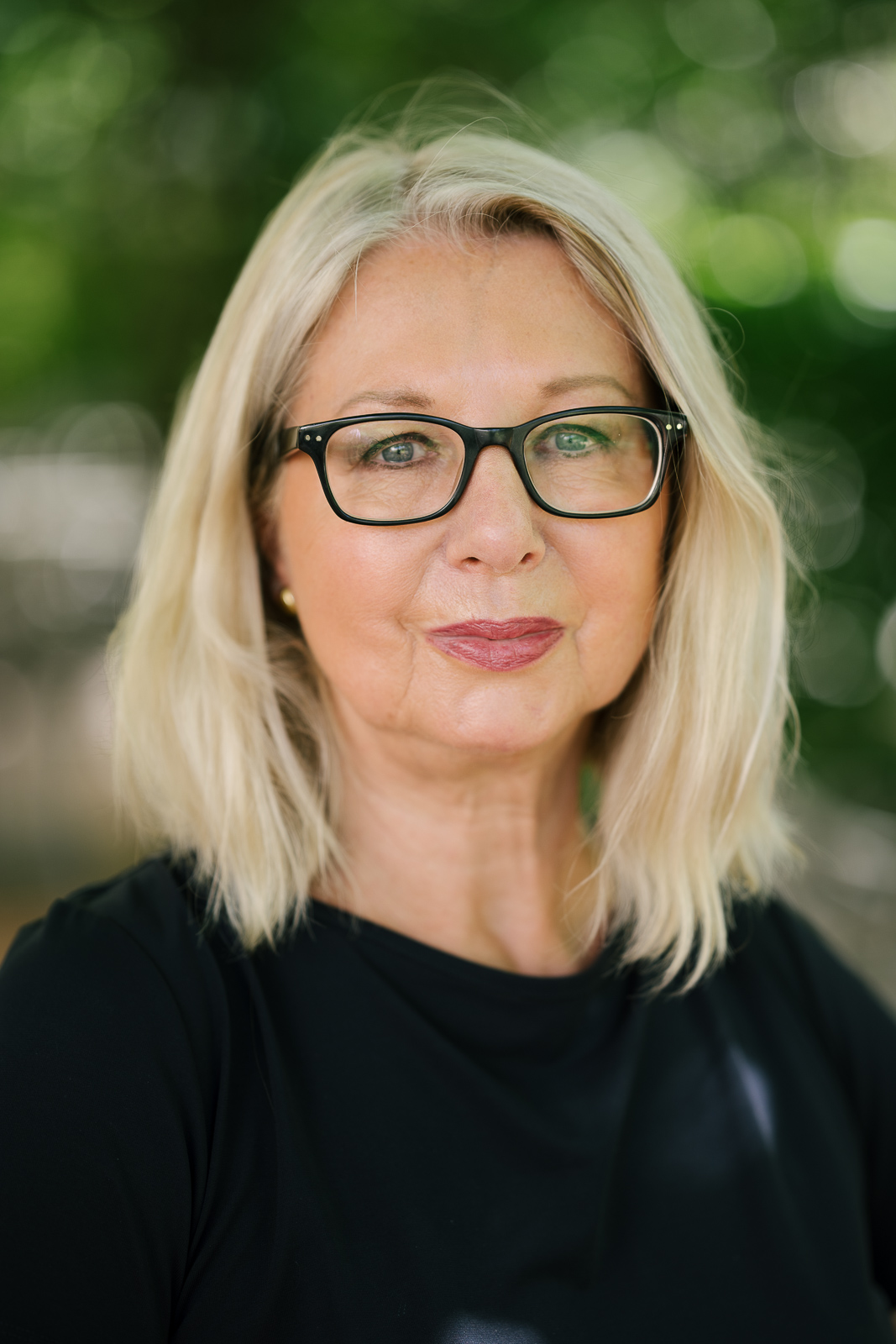
Pasqualina Perrig-Chiello (* 1952)

- Perrikos, Kostas (1905–1943), griechischer Luftwaffenoffizier und Widerstandskämpfer
- Perrill, Augustus L. (1807–1882), US-amerikanischer Politiker
- Perrillat Boiteux, Ivan (* 1985), französischer Skilangläufer
- Perrillat-Bottonet, Martin (* 1997), französischer Biathlet
- Perrillat-Collomb, Aurélie (* 1980), französische Skilangläuferin
- Perrillat-Collomb, Christophe (* 1979), französischer Skilangläufer
- Perrilliat, Nat (1936–1971), US-amerikanischer R&B- und Jazzmusiker
- Perriman, Breshad (* 1993), US-amerikanischer American-Football-Spieler
- Perrin de la Boullaye, Germaine (1875–1939), französische Archäologin
- Perrin gen. Victor, Claude-Victor (1764–1841), französischer GeneralClaude-Victor Perrin gen. Victor (1764–1841)

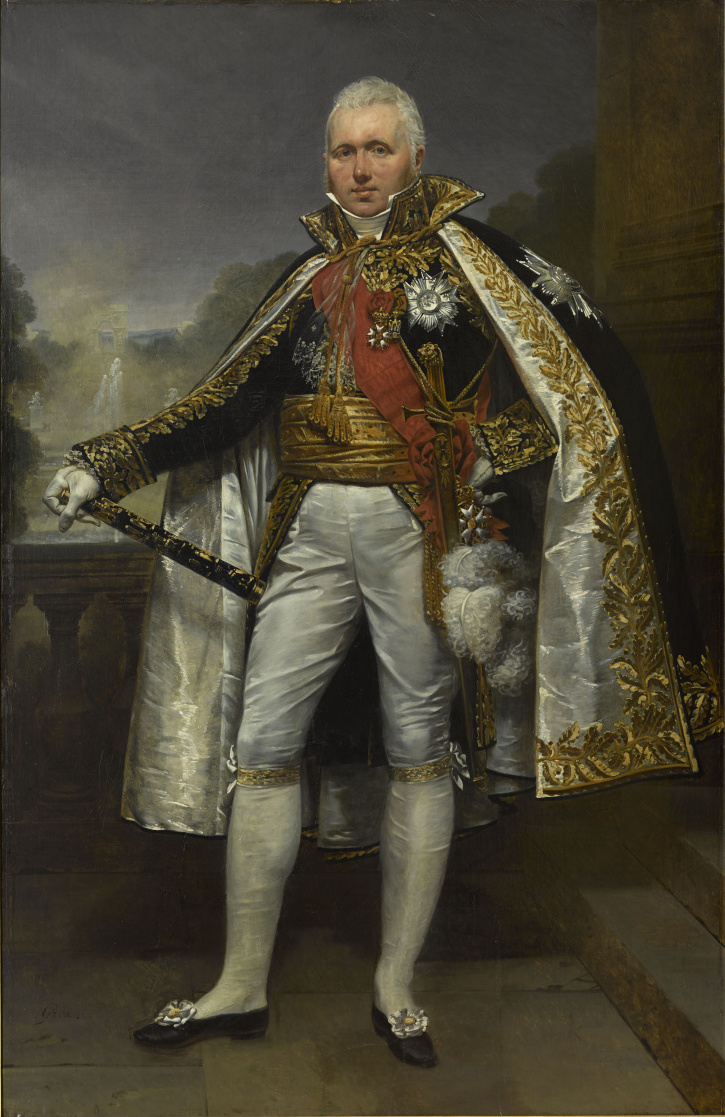
Claude-Victor Perrin gen. Victor (1764–1841)

- Perrin, Alain (* 1956), französischer Fußballtrainer
- Perrin, Alice (1867–1934), englische Autorin
- Perrin, Ami († 1561), Genfer Politiker der Reformationszeit
- Perrin, Benny (1959–2017), US-amerikanischer American-Football-Spieler
- Perrin, Bernadotte (1847–1920), US-amerikanischer Klassischer Philologe
- Perrin, Carmen (* 1953), bolivianisch-schweizerische Plastikerin und Objektkünstlerin
- Perrin, Catherine (* 1963), kanadische Cembalistin, Radio- und Fernsehmoderatorin
- Perrin, Charles (1875–1954), französischer Ruderer
- Perrin, Charles-Edmond (1887–1974), französischer Historiker
- Perrin, Conny (* 1990), Schweizer Tennisspielerin
- Perrin, Daniel (* 1961), Schweizer Sprach- und Medienwissenschaftler
- Perrin, Eddy (* 1978), italienischer Naturbahnrodler
- Perrin, Émile (1814–1885), französischer Maler, Kunstkritiker, Theaterdekorateur und Theaterleiter
- Perrin, Éric (* 1975), kanadischer Eishockeyspieler
- Perrin, Francis (1901–1992), französischer Physiker
- Perrin, Francis (* 1947), französischer Schauspieler, Filmregisseur und Drehbuchautor
- Perrin, Fred (1932–2022), Schweizer Bildhauer und Plastiker
- Perrin, Gaëtan (* 1996), französischer Fußballspieler
- Perrin, Georges (1892–1969), französischer Radrennfahrer
- Perrin, Harry Crane (1865–1953), englischer Organist, Komponist und Musikpädagoge
- Perrin, Harvey (1905–1999), kanadischer Musikpädagoge, Geiger, Bratscher und Chordirigent
- Perrin, Herbert T. (1893–1962), US-amerikanischer Offizier, Brigadegeneral der US Army
- Perrin, Jacques (1941–2022), französischer Schauspieler, Filmregisseur und FilmproduzentJacques Perrin (1941–2022)

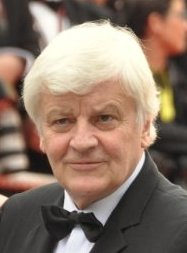
Jacques Perrin (1941–2022)

- Perrin, Jean (1870–1942), französischer Physiker
- Perrin, Johnnie, maltesischer Fußballspieler
- Perrin, Liliane (1940–1995), Schweizer Journalistin und Schriftstellerin
- Perrin, Loïc (* 1985), französischer Fußballspieler
- Perrin, Luc (* 1958), französischer Historiker
- Perrin, Lucas (* 1998), französischer FußballspielerLucas Perrin (* 1998)

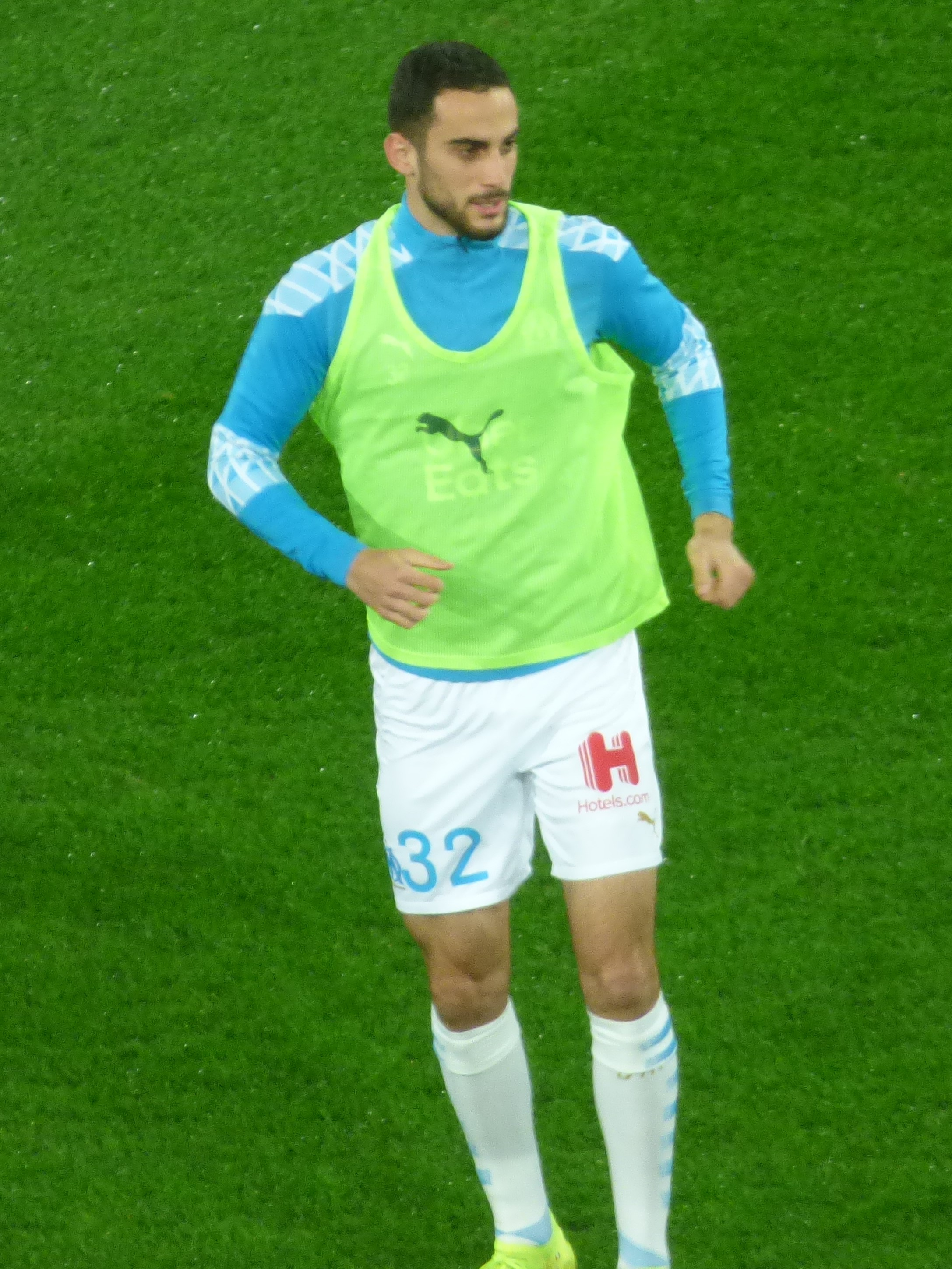
Lucas Perrin (* 1998)

- Perrin, Marie (* 1997), französisch-US-amerikanische Chemikerin und Forscherin
- Perrin, Maurice (1904–1994), französischer Geistlicher, römisch-katholischer Erzbischof und Diplomat des Heiligen Stuhles
- Perrin, Maurice (1911–1992), französischer Bahnradsportler und Olympiasieger
- Perrin, Maxence (* 1995), französischer Schauspieler
- Perrin, Michael Willcox (1905–1988), britischer Chemiker
- Perrin, Mimi (1926–2010), französische Jazzsängerin und Übersetzerin
- Perrin, Nick (* 1977), Schweizer Jazz- und Flamencomusiker
- Perrin, Nicolas (* 1959), Schweizer Bauingenieur und Manager
- Perrin, Philippe (* 1963), französischer Astronaut
- Perrin, Pierre († 1675), französischer Dichter, Librettist und Begründer der Pariser Oper
- Perrin, Valérie (* 1967), französische Schriftstellerin
- Perrin, Yann (* 1985), französischer Squashspieler
- Perrin, Yvan (* 1966), Schweizer Politiker (SVP)
- Perrin, Zacharie (* 2004), französischer Basketballspieler
- Perrin-Ganier, Titouan (* 1991), französischer Mountainbiker
- Perrin-Riou, Bernadette (* 1955), französische Mathematikerin
- Perrine, Charles Dillon (1867–1951), US-amerikanisch-argentinischer Astronom
- Perrine, Valerie (* 1943), US-amerikanische Schauspielerin
- Perrineau, Harold (* 1963), US-amerikanischer SchauspielerHarold Perrineau (* 1963)

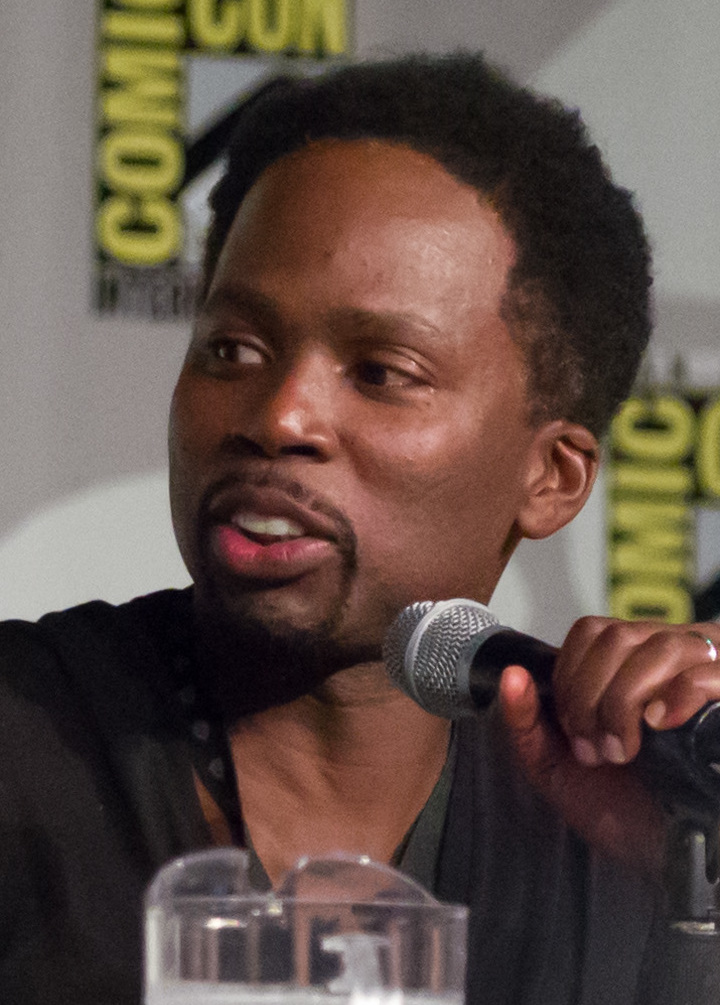
Harold Perrineau (* 1963)

- Perrinet d’Orval, Jean-Charles (1707–1782), französischer Pyrotechniker und Enzyklopädist
- Perrinet von Thauvenay, Etienne (1870–1927), preußischer Offizier
- Perring, Fraser (* 1973), britischer Leerverkäufer
- Perring, John Shae (1813–1869), englischer Ägyptologe
- Perring, Wilhelm (1838–1906), deutscher Landschaftsgärtner und Unternehmer
- Perrinjaquet, Roger († 2000), Schweizer Erfinder
- Perrinjaquet, Sylvie (* 1955), Schweizer Politikerin (FDP, LPS)
- Perrins, Christopher M. (* 1935), britischer Ornithologe und Sachbuchautor
- Perrins, Matt (* 1988), britischer Pokerspieler
- Perriod, Marcelle (1937–2011), französische Schriftstellerin
- Perriraz, Louis (1869–1961), Schweizer evangelischer Geistlicher und Hochschullehrer
- Perris de la Roca († 1581), Maler der Spätrenaissance
- Perris, Pasquale (1893–1954), italienischer Kapellmeister, Dirigent und Filmkomponist

### Perro
- Perro, Cabeza de (* 1800), spanischer Pirat
- Perrochet, Eugène-Henri (1885–1958), Schweizer Ansichtskartenverleger
- Perrochon, Henri (1899–1990), Schweizer Schriftsteller
- Perrodil, Edouard de (1860–1931), französischer Autor, Journalist und Radsportler
- Perrodo, Carrie (* 1951), französische Milliardärin und Geschäftsfrau
- Perrodo, François (* 1977), französischer Unternehmer, Polospieler und Autorennfahrer
- Perrodon, Marc (1878–1939), französischer Säbelfechter
- Perron, Carl (1858–1928), deutscher Opernsänger (Bassbariton)
- Perron, Célia (* 1997), französische Siebenkämpferin
- Perron, Claude (* 1966), französische SchauspielerinClaude Perron (* 1966)

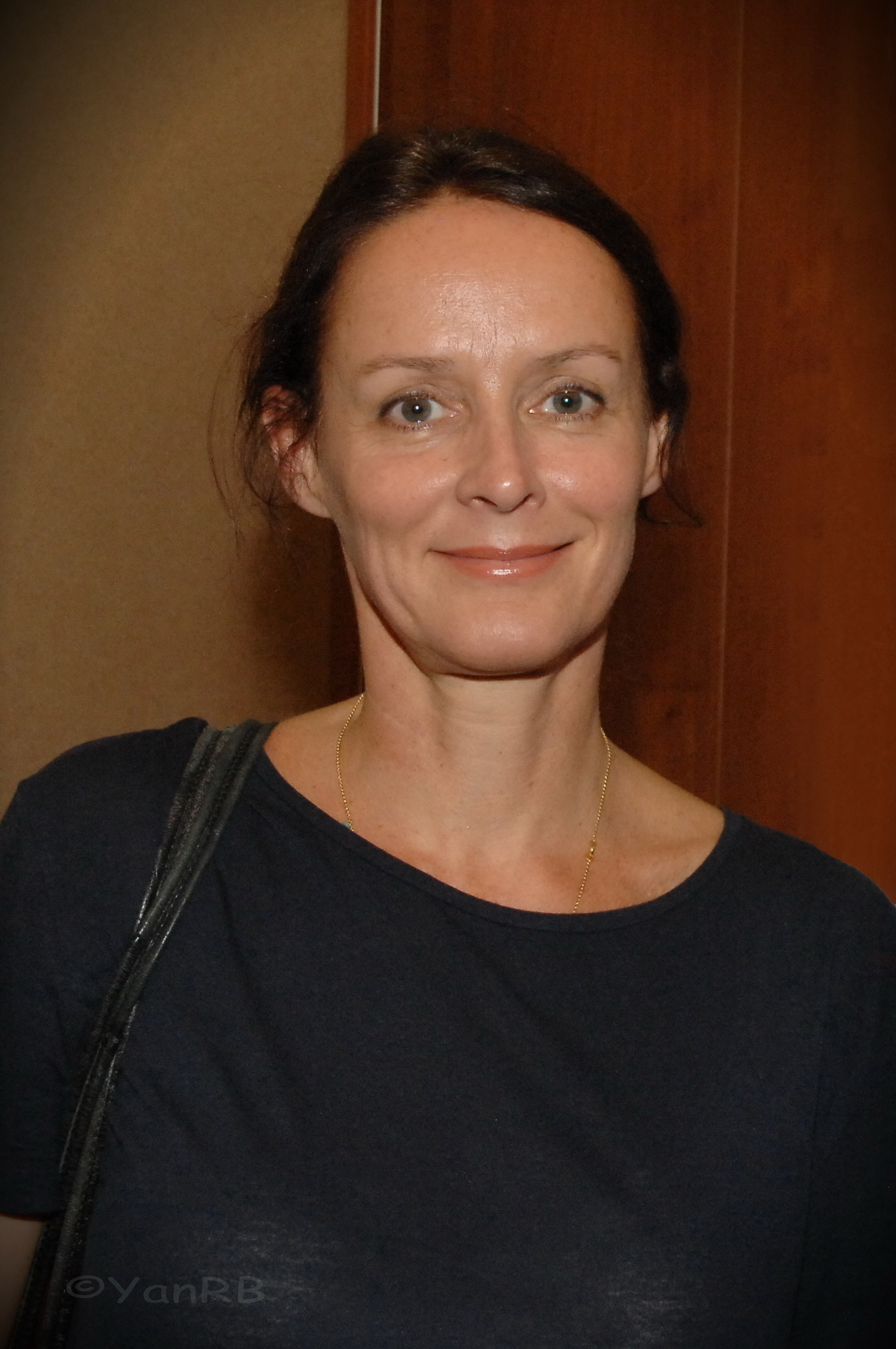
Claude Perron (* 1966)

- Perron, David (* 1988), kanadischer Eishockeyspieler
- Perron, Edgar du (1899–1940), niederländischer Dichter, Schriftsteller und Journalist
- Perron, Francis (* 1996), kanadischer Eishockeyspieler
- Perron, Georges (1925–2021), französischer Ordensgeistlicher, römisch-katholischer Bischof von Dschibuti
- Perron, Marshall (* 1942), australischer Politiker
- Perron, Oskar (1880–1975), deutscher Mathematiker
- Perron, Philipp (1840–1907), deutscher Bildhauer und Ornamentschnitzer
- Perron, Pierre (* 1959), kanadischer Wirtschaftswissenschaftler
- Perron, Walter (1895–1970), deutscher Maler und Bildhauer
- Perron, Walter (* 1956), deutscher Jurist und Hochschullehrer
- Perrone di San Martino, Ettore (1789–1849), italienischer General
- Perrone, Diego (* 1977), uruguayischer Fußballspieler
- Perrone, Eduard (* 1949), US-amerikanischer römisch-katholischer Priester
- Perrone, Elisabetta (* 1968), italienische Geherin
- Perrone, Felipe (* 1986), brasilianisch-spanischer Wasserballspieler
- Perrone, Francesco (1930–2020), italienischer Langstreckenläufer
- Perrone, Giovanni (1794–1876), Dogmatiker
- Perrone, Máximo (* 2003), argentinischer Fußballspieler
- Perrone, Nico (* 1935), italienischer Historiker und Journalist
- Perronet, Henry († 1690), Gärtner des Barock in Deutschland
- Perronet, Jean-Rodolphe (1708–1794), französischer Architekt und Bauingenieur des neuzeitlichen Steinbrückenbaus
- Perronet, Joanni (1877–1950), französischer Fechter
- Perroni, Ludwig von († 1757), kaiserlich-königlicher Kammerherr und Generalwachtmeister
- Perroni, Maite (* 1983), mexikanische Sängerin und SchauspielerinMaite Perroni (* 1983)

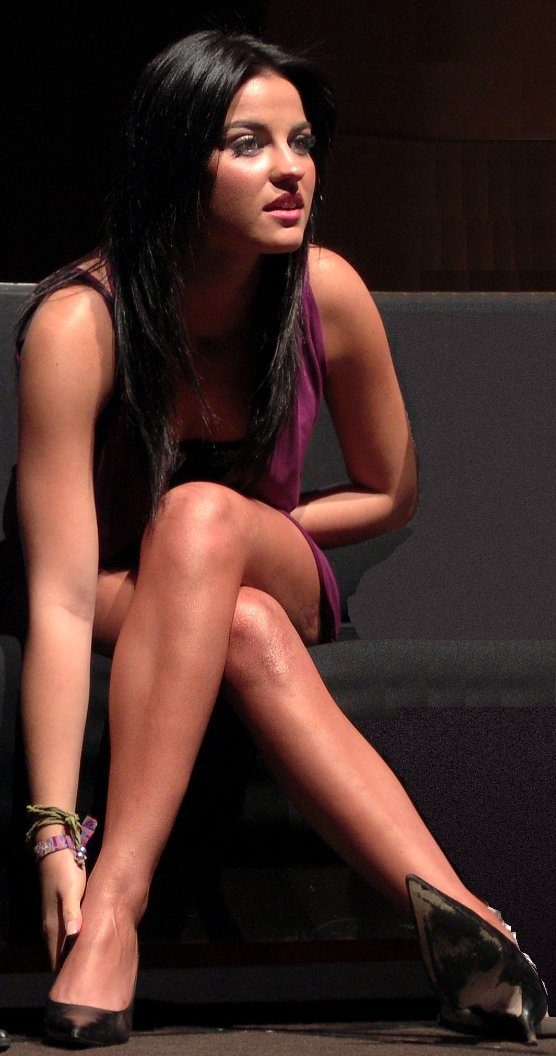
Maite Perroni (* 1983)

- Perros, Georges (1923–1978), französischer Schriftsteller und Dichter
- Perrossier, Estelle (* 1990), französische Leichtathletin
- Perrot, Albert (1894–1950), französischer Autorennfahrer
- Perrot, Anna de (1828–1915), schweizerische Aktivistin der Frauenbewegung
- Perrot, Claude de (1789–1874), Schweizer evangelischer Geistlicher und Hochschullehrer
- Perrot, Claudius (1805–1881), französischer Ordensgeistlicher
- Perrot, Éric (* 1969), französischer Sprinter
- Perrot, Éric (* 2001), französischer BiathletÉric Perrot (* 2001)

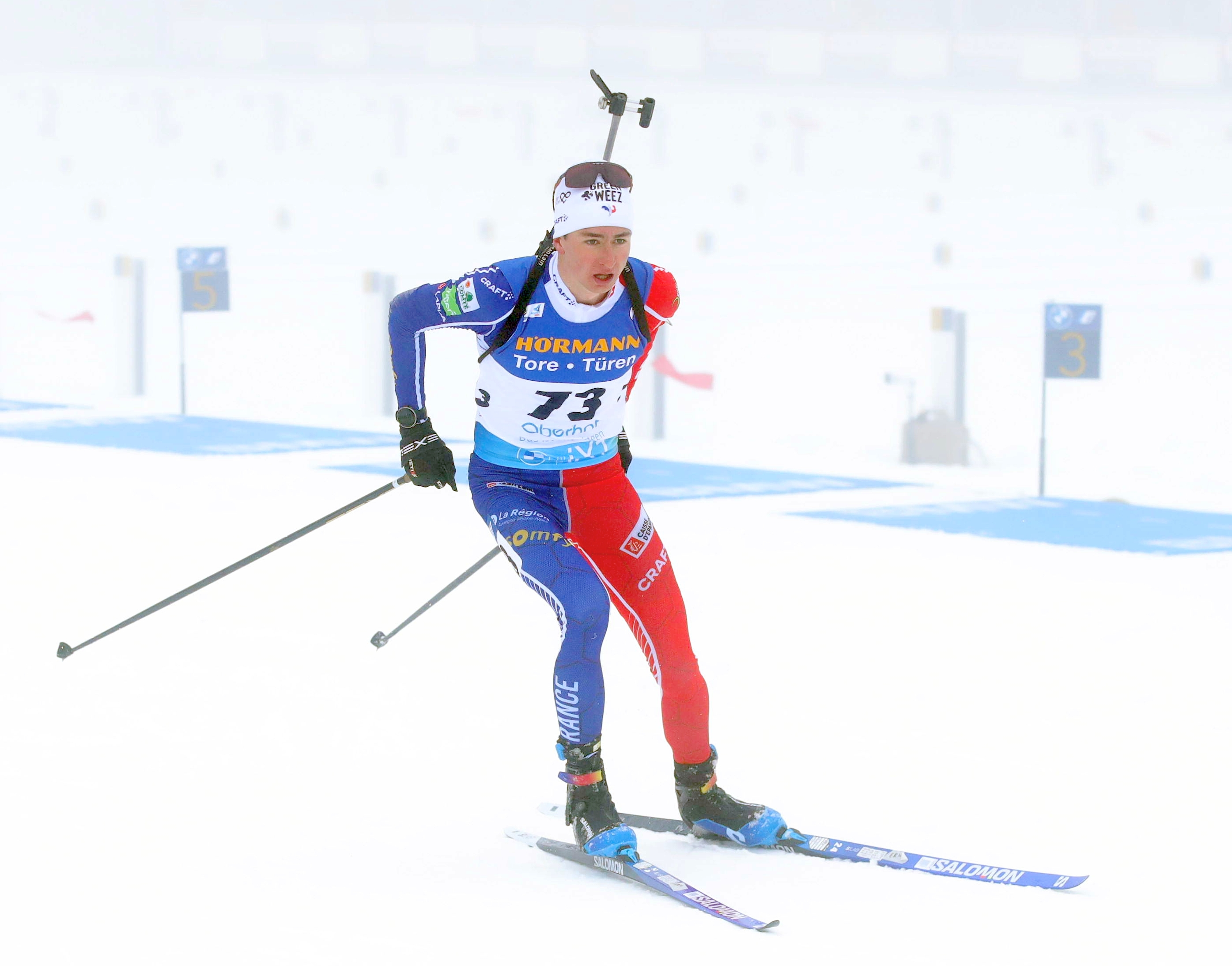
Éric Perrot (* 2001)

- Perrot, Ferdinand (1808–1841), französischer Maler
- Perrot, Franck (* 1972), französischer Biathlet
- Perrot, François (1924–2019), französischer Schauspieler
- Perrot, François-Marie (1644–1691), französischer Kolonialgouverneur, Administrator und Pelzhändler
- Perrot, Franz (1835–1891), deutscher Redakteur und Politiker, MdR
- Perrot, Franz Joseph (1774–1851), Landtagsabgeordneter Großherzogtum Hessen
- Perrot, Georges (1832–1914), französischer Klassischer Archäologe, Althistoriker und Epigraphiker
- Perrot, Jean (1889–1976), französischer Politiker
- Perrot, John († 1592), englischer Militär und Politiker, Mitglied des House of Commons
- Perrot, Jules (1810–1892), französischer Tänzer und Ballettchoreograph
- Perrot, Juste († 1643), französischer Kartäuser
- Perrot, Kévin (* 1989), französischer Fußballspieler
- Perrot, Kim (1967–1999), US-amerikanische Basketballspielerin
- Perrot, Marcel (1879–1969), französischer Florettfechter
- Perrot, Michelle (* 1928), französische Historikerin
- Perrot, Nicolas († 1717), französischer Pelzhändler, Entdecker und Diplomat
- Perrot, Olivier (1598–1669), Schweizer evangelischer Geistlicher
- Perrot, Stéphan (* 1977), französischer Schwimmer
- Perrot, Xavier (1932–2008), Schweizer Automobilrennfahrer
- Perrotin, Henri Joseph (1845–1904), französischer Astronom
- Perroton, Françoise (1796–1873), französische römisch-katholische Ordensfrau und Missionarin in Ozeanien
- Perrott, John (* 1943), britischer Diplomat
- Perrott, Nathan (* 1976), kanadischer Eishockeyspieler und -trainer sowie Boxkämpfer
- Perrotta, Lucilla (* 1975), italienische Beachvolleyballspielerin
- Perrotta, Simone (* 1977), italienischer FußballspielerSimone Perrotta (* 1977)

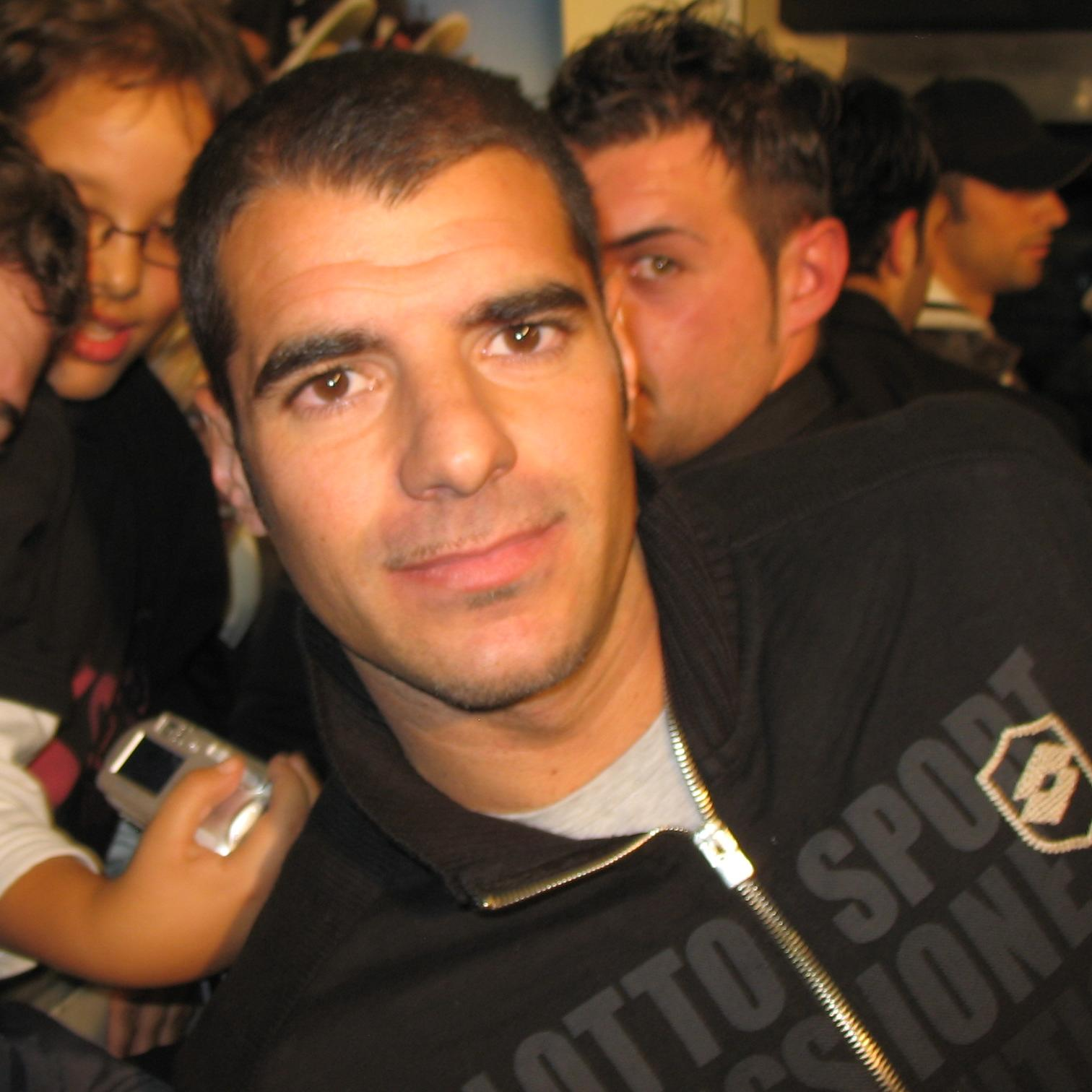
Simone Perrotta (* 1977)

- Perrotta, Tom (* 1961), US-amerikanischer Autor und Drehbuchschreiber
- Perrottet, Claude (1941–2001), Schweizer Tänzer, Choreograf und Tanzpädagoge
- Perrottet, Dominic (* 1982), australischer Politiker, 46. Premier von New South Wales
- Perrottet, George Samuel (1793–1870), Schweizer Botaniker
- Perrottet, Suzanne (1889–1983), Schweizer Tänzerin und Pädagogin
- Perrotti, Nicola (1897–1970), italienischer Arzt, Psychoanalytiker und Gesundheitspolitiker
- Perroulaz, Stefan (1811–1878), Schweizer römisch-katholischer Priester
- Perroux, François (1903–1987), französischer Wirtschaftswissenschaftler
- Perrow, Charles (1925–2019), US-amerikanischer Organisationstheoretiker und Soziologe
- Perroy, Judicaël (* 1973), französischer Gitarrist und Musiklehrer

### Perru
- Perruchoud, Michaël (* 1974), Schweizer Schriftsteller, Sänger und Verleger
- Perrus, antiker römischer Toreut

### Perry
- Perry, Aaron F. (1815–1893), US-amerikanischer Politiker (Republikanische Partei)
- Perry, Alex (* 1970), US-amerikanischer Journalist und Autor
- Perry, Alice (1885–1969), irische Bauingenieurin und Dichterin
- Perry, Anne (1938–2023), britische SchriftstellerinAnne Perry (1938–2023)

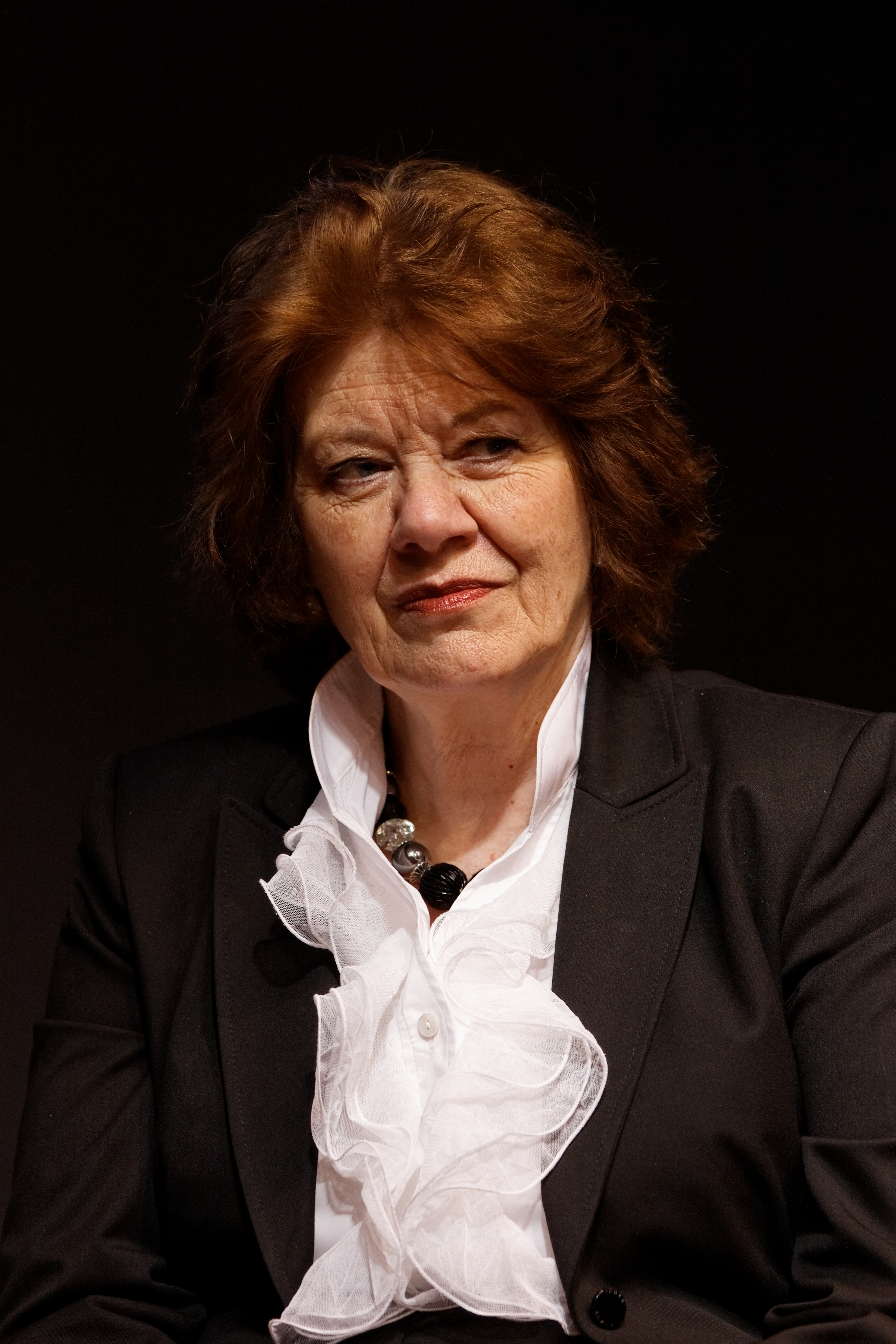
Anne Perry (1938–2023)

- Perry, Antoinette (1888–1946), US-amerikanische Schauspielerin, Regisseurin und Mitbegründerin der Theatervereinigung American Theatre Wing
- Perry, Barbara (1921–2019), US-amerikanische Schauspielerin
- Perry, Ben Edwin (1892–1968), US-amerikanischer Klassischer Philologe und Hochschullehrer
- Perry, Benjamin (* 1994), kanadischer Radrennfahrer
- Perry, Benjamin Franklin (1805–1886), Gouverneur von South Carolina
- Perry, Bob (1933–2023), US-amerikanischer Tennisspieler
- Perry, Bonnie (* 1962), US-amerikanische anglikanische Bischöfin
- Perry, Bradley Steven (* 1998), US-amerikanischer SchauspielerBradley Steven Perry (* 1998)

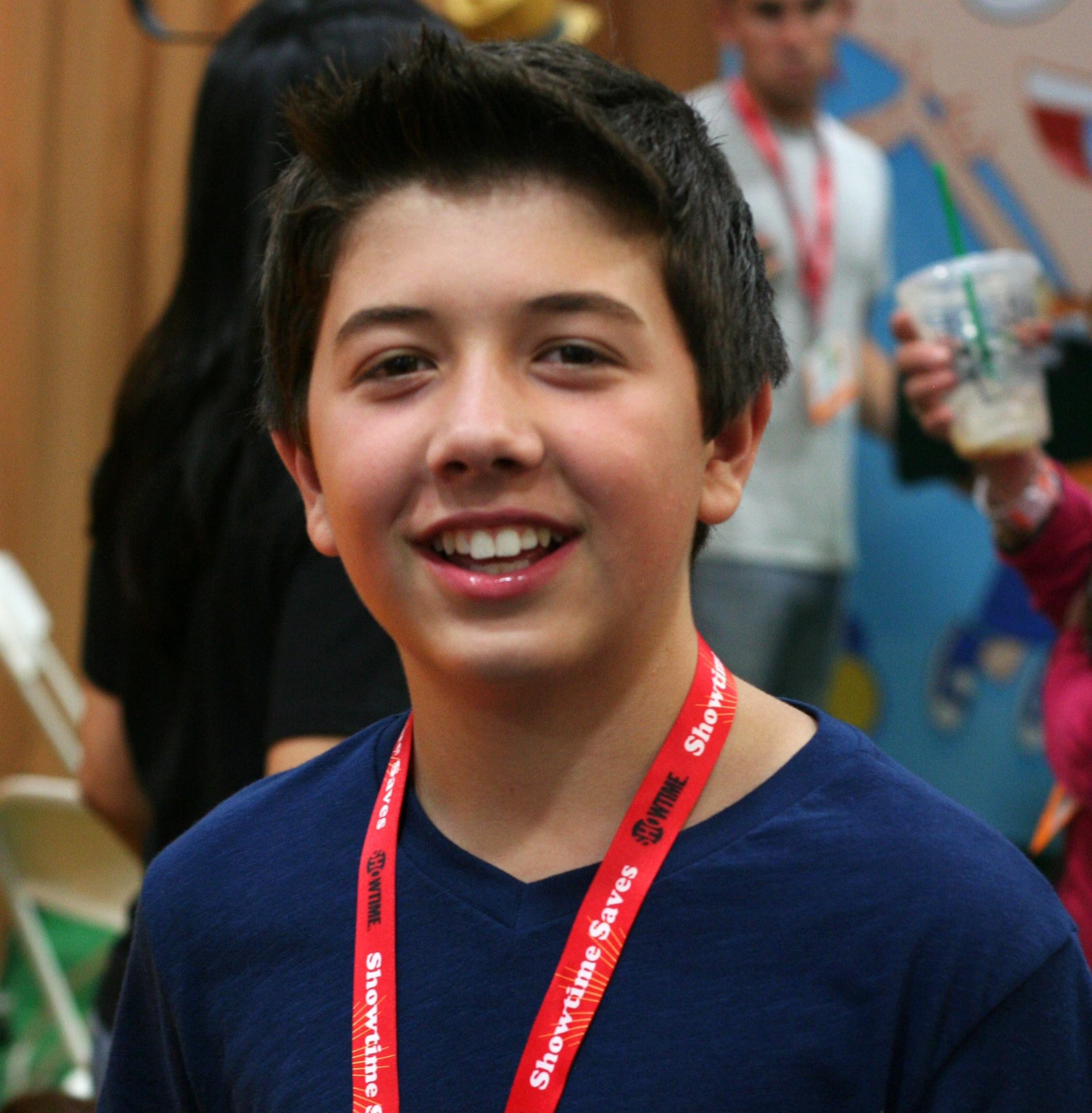
Bradley Steven Perry (* 1998)

- Perry, Brendan (* 1959), britischer Musiker-Sänger
- Perry, Bruce D. (* 1955), US-amerikanischer Psychiater, Traumatherapeut
- Perry, Charlie (1924–1998), US-amerikanischer Jazz-Musiker
- Perry, Chris (* 1973), englischer Fußballspieler
- Perry, Claire (* 1964), britische Politikerin
- Perry, Claude (1901–1975), US-amerikanischer American-Football-Spieler
- Perry, Corey (* 1985), kanadischer Eishockeyspieler
- Perry, Dana, amerikanische Regisseurin und Filmproduzentin
- Perry, David (* 1967), irischer Computerspielentwickler und Unternehmer
- Perry, Doane (* 1954), US-amerikanischer Musiker
- Perry, Edward A. (1831–1889), US-amerikanischer Politiker und der 14. Gouverneur des Bundesstaates Florida (1885–1889)
- Perry, Edward Delavan (1854–1938), US-amerikanischer Klassischer Philologe
- Perry, Eleanor (1914–1981), US-amerikanische Schriftstellerin und Drehbuchautorin
- Perry, Eli (1799–1881), US-amerikanischer Politiker
- Perry, Ellyse (* 1990), australische Cricket- und Fußballspielerin
- Perry, Emily (1907–2008), britische Schauspielerin
- Perry, Enoch Wood (1831–1915), US-amerikanischer Porträt-, Genre- und Landschaftsmaler der Düsseldorfer Schule
- Perry, Ermet († 2000), US-amerikanischer Jazzmusiker (Trompete)
- Perry, Ernst, deutscher Fußballspieler
- Perry, Felton (* 1945), US-amerikanischer Schauspieler
- Perry, Frank (1930–1995), US-amerikanischer Filmregisseur und Filmproduzent
- Perry, Frank (* 1948), britischer Perkussionist
- Perry, Fred (1909–1995), britischer Tischtennis- und TennisspielerFred Perry (1909–1995)

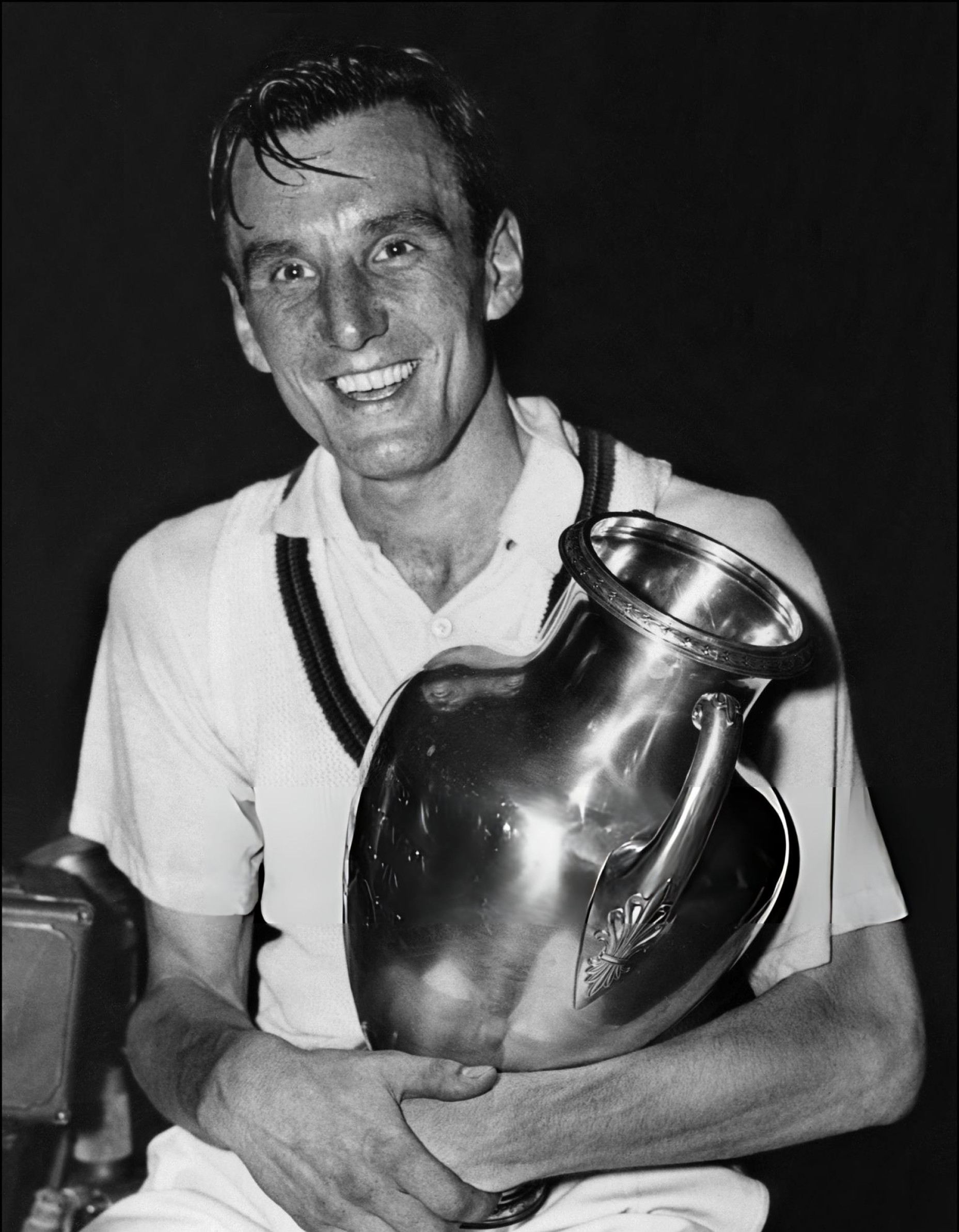
Fred Perry (1909–1995)

- Perry, Fredericka Douglass Sprague (1872–1943), US-amerikanische Hochschullehrerin, Philanthropin und Aktivistin
- Perry, Gaylord (1938–2022), US-amerikanischer Baseballspieler
- Perry, Gerry (* 1947), US-amerikanischer Tennisspieler
- Perry, Harold Robert (1916–1991), US-amerikanischer römisch-katholischer Bischof
- Perry, Harry (1888–1985), US-amerikanischer Kameramann
- Perry, Henry (1934–2021), irischer Boxer
- Perry, Herbert (1894–1966), britischer Sportschütze
- Perry, Ida (1877–1966), deutsche Schauspielerin
- Perry, Io, kanadische Singer-Songwriterin und Bassistin
- Perry, Jack (* 1997), US-amerikanischer Wrestler
- Perry, James (* 1979), südafrikanischer Radrennfahrer
- Perry, Janet (* 1947), US-amerikanische Opernsängerin
- Perry, Jeff (* 1955), US-amerikanischer Schauspieler mit Rollen in Film, Fernsehen und Theater
- Perry, Jim (* 1935), US-amerikanischer Baseballspieler
- Perry, Joan (1911–1996), US-amerikanische Schauspielerin
- Perry, Joe (1927–2011), US-amerikanischer American-Football-Spieler
- Perry, Joe (* 1950), US-amerikanischer RockmusikerJoe Perry (* 1950)

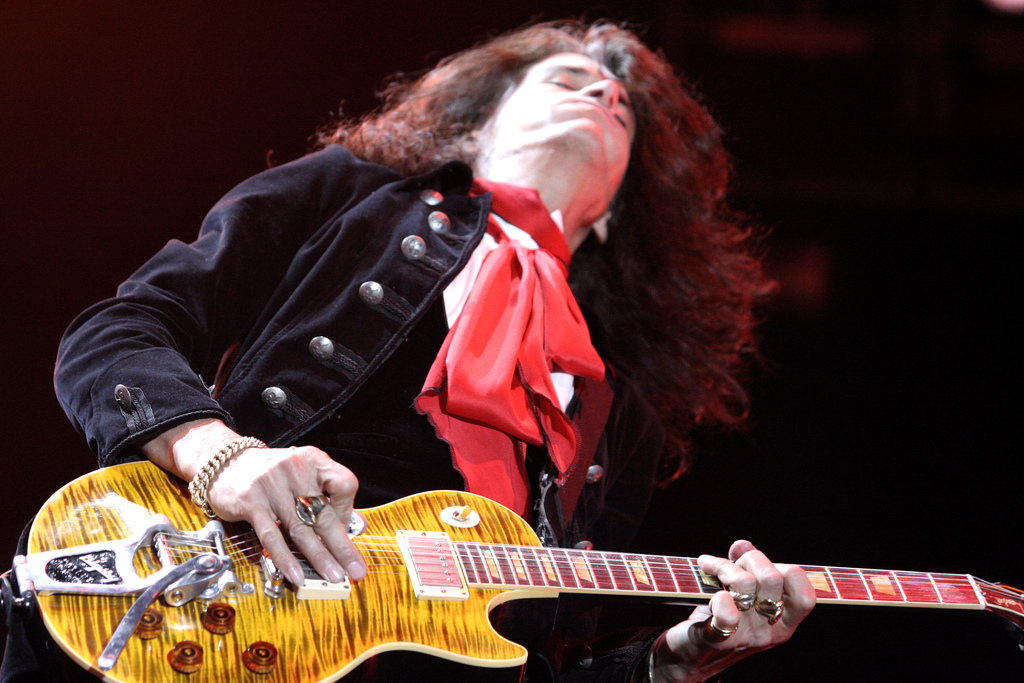
Joe Perry (* 1950)

- Perry, Joe (* 1974), englischer Snookerspieler
- Perry, Joel (1953–2017), US-amerikanischer Jazzmusiker und Musikpädagoge
- Perry, John (1670–1732), englischer Wasserbauingenieur
- Perry, John (1850–1920), irischer Physiker und Ingenieur
- Perry, John (* 1935), anglikanischer Bischof
- Perry, John (* 1943), amerikanischer Philosoph und emeritierter Professor an der Stanford University
- Perry, John (* 1956), irischer Politiker (Fine Gael, Unabhängiger)
- Perry, John Bennett (* 1941), US-amerikanischer Schauspieler
- Perry, John J. (1811–1897), US-amerikanischer Politiker
- Perry, Joseph (* 1948), US-amerikanischer römisch-katholischer Geistlicher, emeritierter Weihbischof in Chicago
- Perry, Katherine (1897–1983), US-amerikanische Schauspielerin
- Perry, Katy (* 1984), US-amerikanische Sängerin und SongschreiberinKaty Perry (* 1984)

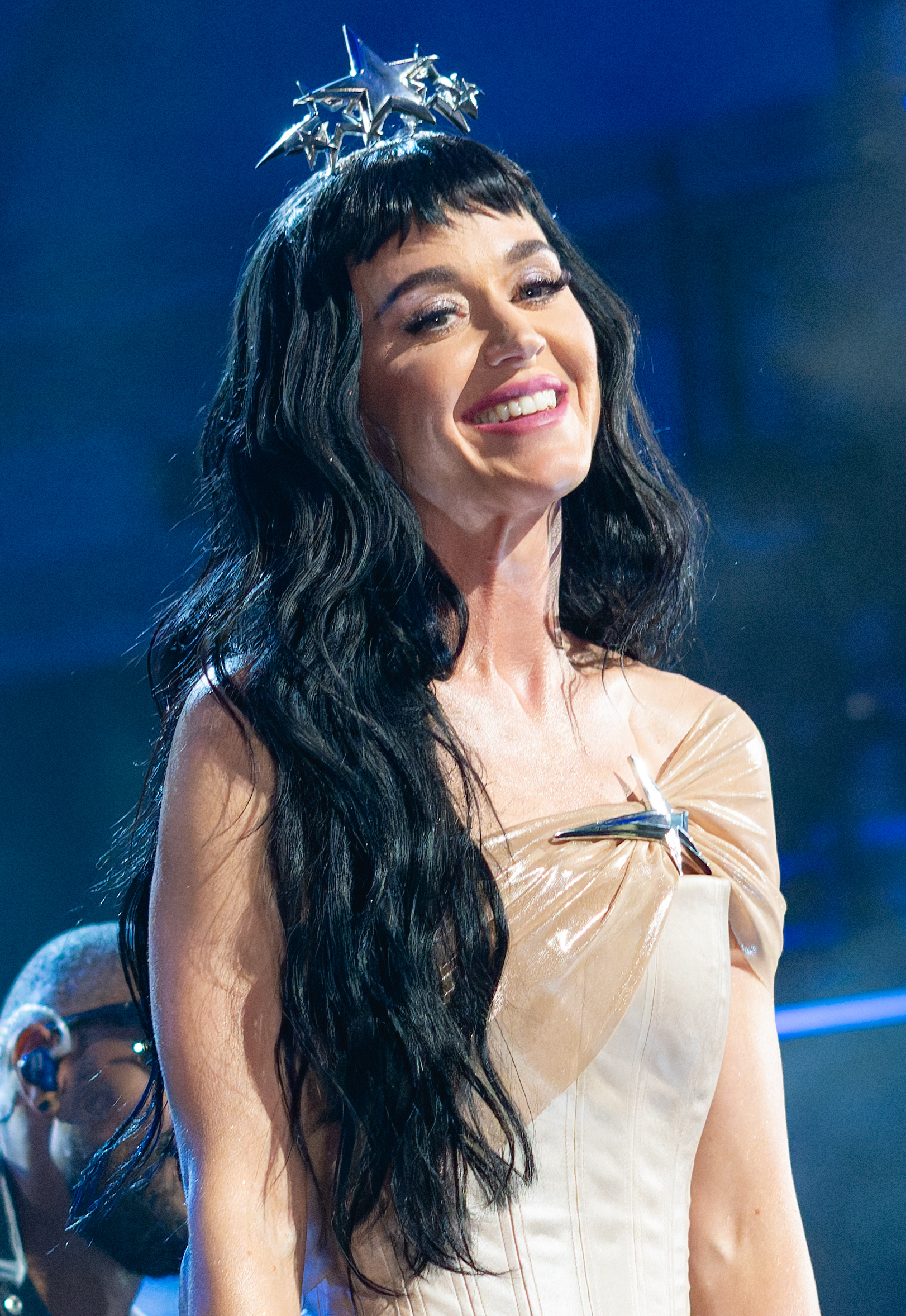
Katy Perry (* 1984)

- Perry, Kenny (* 1960), US-amerikanischer Berufsgolfer
- Perry, King (1920–1990), US-amerikanischer Jazz- und Rhythm-&-Blues-Musiker (Altsaxophon, Klarinette, Gesang) und Bandleader
- Perry, L. Tom (1922–2015), US-amerikanischer Unternehmer und Apostel der Kirche Jesu Christi der Heiligen der Letzten Tage
- Perry, Lee (1936–2021), jamaikanischer Musikproduzent und Musiker, Persönlichkeit in der Entwicklung des Reggae und des Dub
- Perry, Les (1923–2005), australischer Langstreckenläufer
- Perry, Lily May (1895–1992), kanadisch-US-amerikanische Botanikerin
- Perry, Linda (* 1965), US-amerikanische Rocksängerin, Songwriterin und Musikproduzentin
- Perry, Luke (1966–2019), US-amerikanischer Schauspieler
- Perry, Luke (* 1995), australischer Volleyballspieler
- Perry, Madeline (* 1977), irische Squashspielerin
- Perry, Madison (1814–1865), US-amerikanischer Politiker
- Perry, Malcolm J. (* 1951), britischer Physiker
- Perry, Matthew (1969–2023), US-amerikanisch-kanadischer SchauspielerMatthew Perry (1969–2023)

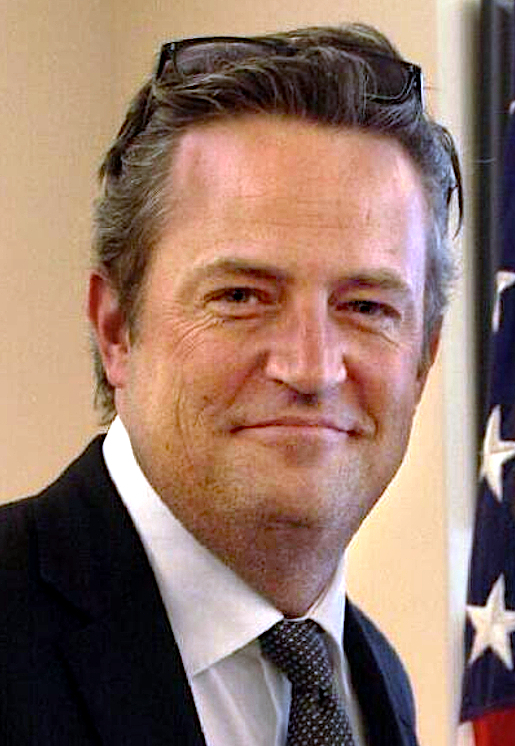
Matthew Perry (1969–2023)

- Perry, Matthew Calbraith (1794–1858), US-amerikanischer Seeoffizier
- Perry, Michael Anthony (* 1954), US-amerikanischer Ordensgeistlicher, Generalminister des Franziskanerordens
- Perry, Michelle (* 1979), US-amerikanische Leichtathletin
- Perry, Mike (* 1983), schwedischer DJ und Musikproduzent
- Perry, Miller O. (1907–2010), US-amerikanischer Offizier, Brigadegeneral der US-Army
- Perry, N. Nick (* 1950), jamaikanisch-amerikanischer Politiker (Demokratische Partei), Botschafter der Vereinigten Staaten in Jamaika
- Perry, Nanceen (* 1977), US-amerikanische Sprinterin
- Perry, Nehemiah (1816–1881), US-amerikanischer Politiker
- Perry, Nick (* 1990), US-amerikanischer American-Football-Spieler
- Perry, Nora (* 1954), englische Badmintonspielerin
- Perry, Oliver Hazard (1785–1819), US-amerikanischer Marineoffizier
- Perry, P. J. (* 1941), kanadischer Musiker (Alt- & Tenorsaxophon, Flöte, Klarinette, Komposition) des Modern Jazz
- Perry, Paula (* 1971), US-amerikanische Rapperin
- Perry, Pauline, Baroness Perry of Southwark (* 1931), britische Pädagogin, konservative Politikerin und Mitglied des House of Lords
- Perry, Philippa (* 1957), britische Künstlerin, Psychotherapeutin, Journalistin, Radio- und Fernsehmoderatorin und Bestsellerautorin
- Perry, Ralph Barton (1876–1957), US-amerikanischer Philosoph
- Perry, Ray (1915–1950), US-amerikanischer Jazzmusiker (Geige, Altsaxophon)
- Perry, Rebecca (* 1988), US-amerikanisch-italienische Volleyball- und Beachvolleyballspielerin
- Perry, Rich (* 1955), US-amerikanischer Jazzmusiker
- Perry, Richard (1942–2024), US-amerikanischer Musikproduzent
- Perry, Rick (* 1950), US-amerikanischer Politiker, Gouverneur von TexasRick Perry (* 1950)

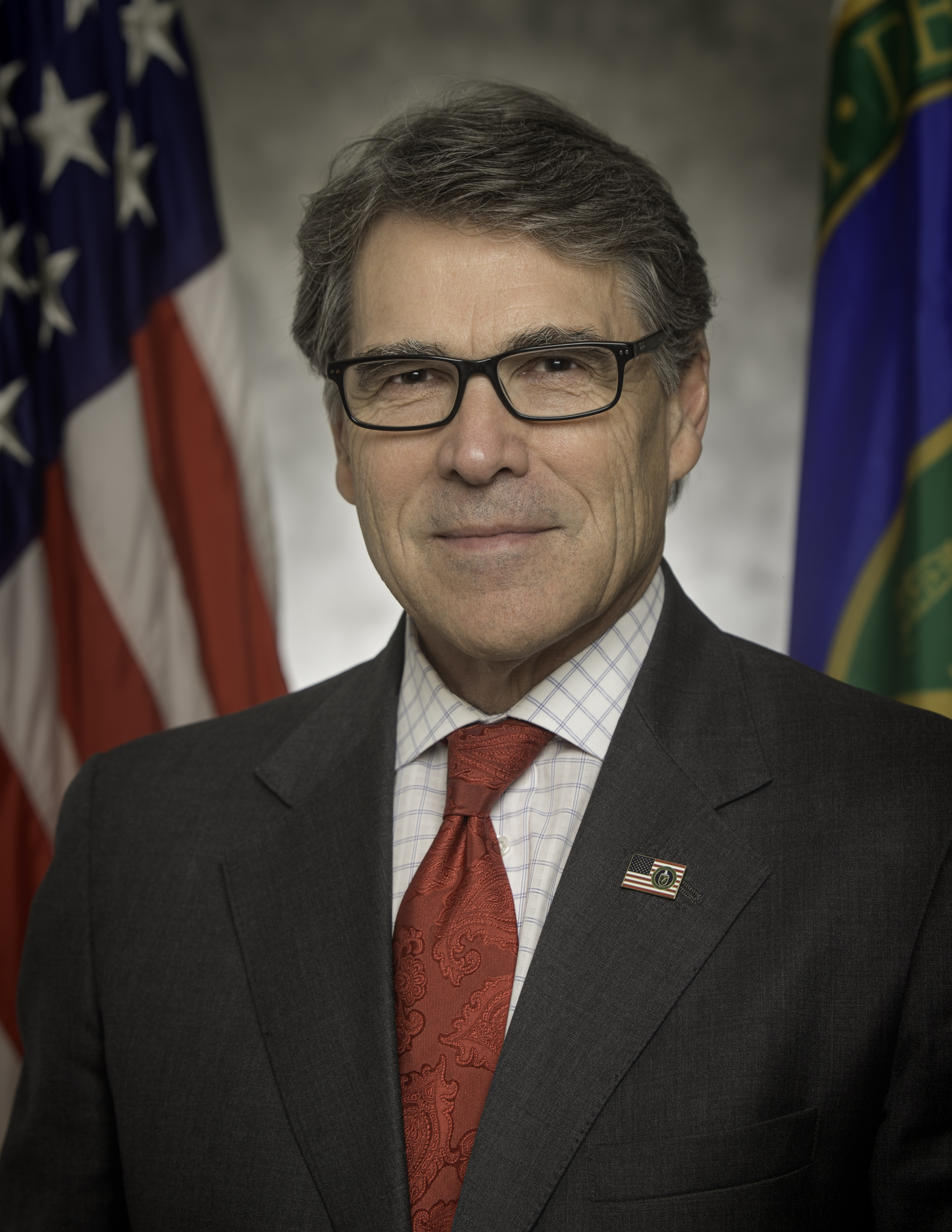
Rick Perry (* 1950)

- Perry, Robert (1909–1987), britischer Segler
- Perry, Rod (1941–2020), US-amerikanischer Schauspieler
- Perry, Ruth (1939–2017), liberianische Politikerin und Präsidentin von Liberia (1996–1997)
- Perry, Ruth (* 1943), US-amerikanische Literaturwissenschaftlerin und Frauenforscherin
- Perry, Sacha (* 1970), US-amerikanischer Jazzmusiker
- Perry, Sam (1918–2009), englischer Biochemiker
- Perry, Samuel Frederick (1877–1954), britischer Politiker (Labour Party)
- Perry, Sarah (* 1979), britische Schriftstellerin
- Perry, Sarah-Jane (* 1990), englische Squashspielerin
- Perry, Scott (* 1962), US-amerikanischer Politiker der Republikanischen Partei
- Perry, Sean (* 1996), US-amerikanischer Pokerspieler
- Perry, Shenay (* 1984), US-amerikanische Tennisspielerin
- Perry, Steve (* 1947), US-amerikanischer Schriftsteller
- Perry, Steve (* 1949), US-amerikanischer SängerSteve Perry (* 1949)

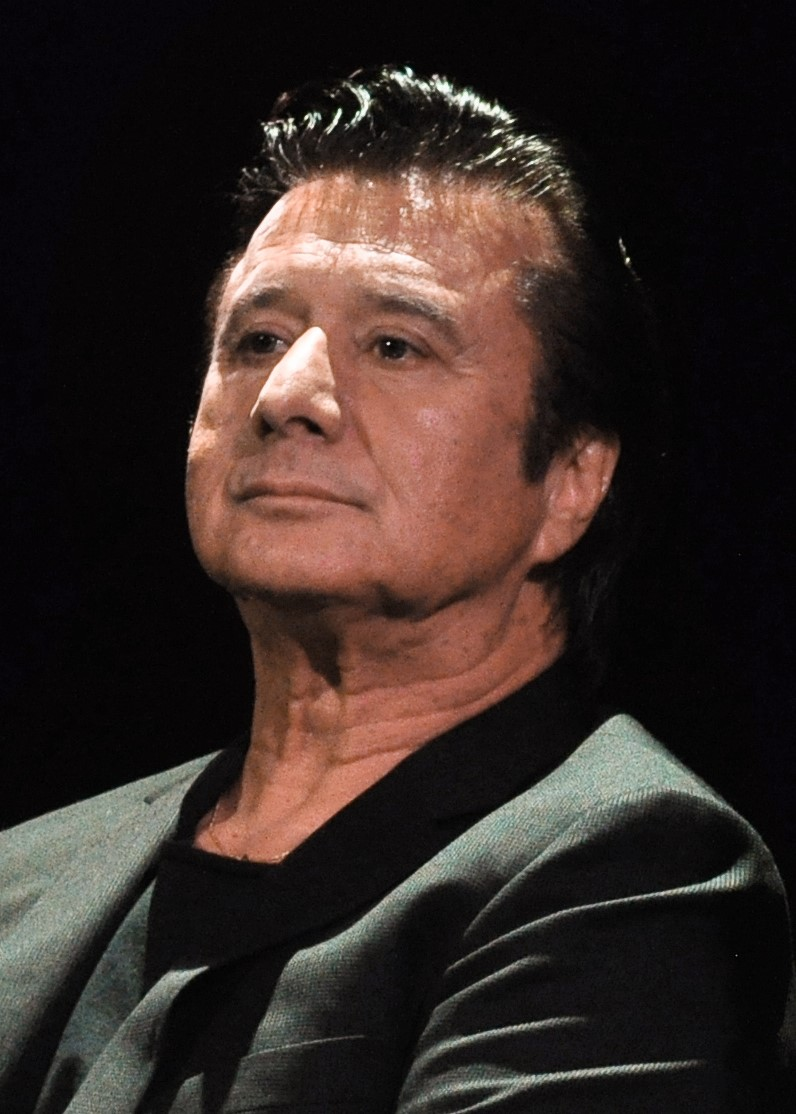
Steve Perry (* 1949)

- Perry, Tamayo (1975–2024), US-amerikanischer Schauspieler, Surfer und Rettungsschwimmer
- Perry, Theodore Anthony (* 1938), US-amerikanischer Romanist
- Perry, Thomas (* 1947), US-amerikanischer Schriftsteller
- Perry, Thomas Johns (1807–1871), US-amerikanischer Politiker
- Perry, Todd (* 1976), australischer Tennisspieler
- Perry, Tony (* 1986), US-amerikanischer Rockmusiker
- Perry, Troy (* 1940), US-amerikanischer evangelischer Theologe und Geistlicher
- Perry, Tyler (* 1969), US-amerikanischer Schauspieler, Regisseur, Drehbuchautor, FilmproduzentTyler Perry (* 1969)

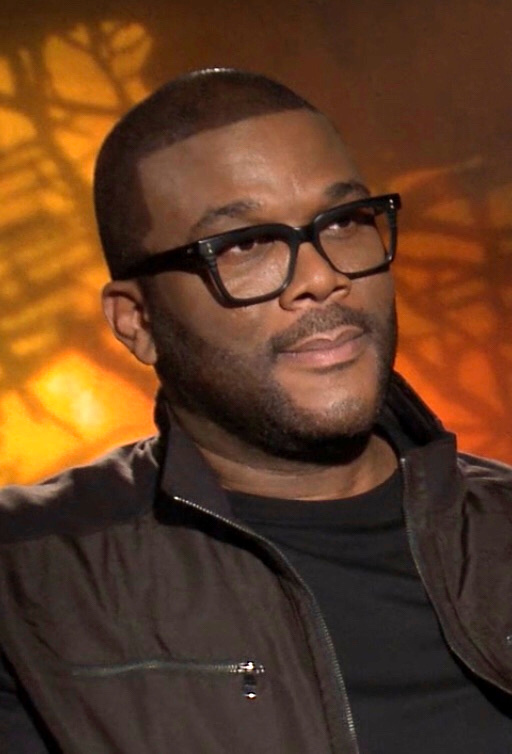
Tyler Perry (* 1969)

- Perry, Walter, Baron Perry of Walton (1921–2003), britischer Pharmakologe, Hochschullehrer und Politiker
- Perry, William (* 1927), US-amerikanischer Politiker
- Perry, William (* 1962), US-amerikanischer American-Football-Spieler
- Perry, William H. (1839–1902), US-amerikanischer Politiker
- Perry, William James (1887–1949), britischer Kulturanthropologe
- Perry, Zoe (* 1983), US-amerikanische Schauspielerin
- Perry-Smith, Oliver (1884–1969), US-amerikanischer Bergsteiger
- Perryman, Denzel (* 1992), US-amerikanischer American-Football-Spieler
- Perryman, Kevin (* 1950), britischstämmiger Lyriker, Maler, Übersetzer, Herausgeber und Verleger
- Perryman, Michael (* 1954), britischer Astronom
- Perryman, Steve (* 1951), englischer Fußballspieler und -trainer
- Perryment, Mandy (* 1960), britische Schauspielerin